# There Goes My Baby
There Goes My Baby is een Amerikaanse coming of age romantische komedie uit 1994, onder regie van Floyd Mutrux. De hoofdrollen worden vertolkt door Dermot Mulroney, Rick Schroder, Noah Wyle, Kelli Williams en Lucy Deakins.

## Verhaal
In 1961 wordt de eerstejaarsklas van Westwood High School in Los Angeles geportretteerd in het tijdschrift Look. In het artikel worden ze "de toekomst van het land" genoemd. Nu, vier jaar later, beleeft die klas haar laatste schooldag. Die avond komen ze allemaal samen in de lokale tienerkroeg, Pop's Paradise Café. Pop's wordt over twee dagen gesloopt om plaats te maken voor een winkelcentrum. In de loop van de avond leren we over de hoop, dromen en angsten van een hechte vriendengroep.
Pirate droomt ervan het land te doorkruisen, en zijn vriendin Sunshine wil naar San Francisco verhuizen om een flower child te worden. Stick wil alleen maar surfen, maar hij wordt over een paar dagen naar Vietnam gestuurd. Finnegan wil dichter worden en Babette droomt van een carrière als zangeres, terwijl Tracy er simpelweg van droomt om de liefde te vinden. Calvin is de eerste afgestudeerde van Westwood High School die een volledige beurs voor Princeton University krijgt. Mary Beth, wier volwassen personage de verteller is in de film, maakt ruzie met haar ouders: zij wil naar de Universiteit van Californië - Berkeley, terwijl haar ouders willen dat ze dichter bij huis blijft en naar UCLA gaat.
Naarmate de nacht vordert, beginnen de rellen in Watts. Calvin, die in Watts woont, vreest voor de veiligheid van zijn grootmoeder. Finnegan, wiens familie Calvin officieus heeft geadopteerd, rijdt hem naar het rellengebied. Wanneer Finnegan wordt aangevallen door een groep relschoppers, stuurt Calvin hem naar huis, terwijl hij zelf verdergaat om zijn grootmoeder te zoeken. Stick moet zich over twee dagen melden voor de basistraining van het leger, nadat hij zich heeft aangemeld.
Morrisey, een andere  vriend van hen, is overstuur over de dood van zijn broer enkele maanden eerder in de Vietnamoorlog. Wanneer Finnegan terugkomt bij Pops, ontdekt hij dat Morrisey terug is gegaan naar de middelbare school om een soort protestactie op te zetten. Tijdens het protest verbrandt hij zijn oproepingsbevel en wordt gearresteerd.
Later die avond verneemt Pirate van Sunshine dat ze zwanger is, geen van beiden weet wat ze met de baby willen doen. Pirate ontdekt een plek waar Sunshine een abortus kan krijgen. Finnegan maakt het ondertussen uit met zijn vriendin Tracy vanwege haar behoeftigheid en ogenschijnlijke gebrek aan begrip. Babette wil de volgende avond proberen deel te nemen aan een lokaal live rock-'n-rollprogramma, Shindig.
De volgende dag, wanneer zijn grootmoeder veilig is, keert Calvin terug naar zijn job bij Pops. Pirate en Sunshine worstelen met wat ze met de baby moeten doen. Tracy is overstuur over haar breuk met Finnegan. Stick en Finnegan worstelen met hun standpunten over de dienstplicht en de oorlog. Tegen het einde van de avond horen ze dat Morrisey zich in zijn cel heeft opgehangen. Finnegan besluit het voor zijn vriend op te nemen en keert terug naar de middelbare school, waar hij het bronzen beeld op het gazon in brand steekt. Stick raakt in paniek over zijn aanstaande missie, maar wordt gekalmeerd door Pops en zijn vrienden. Babette heeft ondertussen geluk gehad: ze mag optreden op Shindig, waar ze "Leader of the Pack" zingt.
Sunshine neemt, tijdens een gesprek met Mary Beth, het besluit om de baby te houden, maar Pirate er niets over te vertellen. Sunshine en Pirate gaan uit elkaar op de parkeerplaats van Pops, terwijl ze in een Volkswagenbusje stapt (versierd met vredessymbolen en bloemen) richting de Bay Area.
In de laatste scène vernemen we via een voice-over van Mary Beth het lot van alle personages uit de film:
"Pop had gelijk: ze braken de Paradise af en bouwden er een winkelcentrum. Natuurlijk ben ik er nooit geweest. Ik zei dat we voor altijd beste vrienden zouden zijn en ik jullie nooit zal vergeten. Natuurlijk heb ik geen van hen meer gezien sinds die avond, behalve Sunshine. Sunshine is nog steeds mijn beste vriendin en ik ben de peettante van haar 25-jarige zoon, die Pirate heet. Pirate heeft Route 66 nooit gehaald. Hij werd opgeroepen voor het leger en sneuvelde in de Mekongdelta. Babette hing tien jaar rond in de muziekbusiness en toerde. Tegenwoordig produceert ze een succesvolle rock-'n-rollshow. Calvin studeerde af aan Princeton en werd een succesvol advocaat. In 1982 werd hij verkozen tot de Senaat van de Verenigde Staten. Arme Tracy, ze is drie keer getrouwd geweest en in en uit de Betty Ford Clinic geweest. Ze zocht nog steeds haar eigen redding. Stick won een Bronze Star voor zijn heldhaftigheid in Vietnam. Tegenwoordig is hij eigenaar van een surfwinkel in Laguna Beach, Stick's Paradise. De populairste cursus op de campus van UCLA heet "The Road to Freedom" en wordt gegeven door Michael Finnegan. Wat mij betreft, ik zei dat ik jullie nooit zou vergeten, en dat meende ik. Dus schreef ik een boek over de laatste nacht van Paradise en ik droeg het op aan jullie allemaal. Het heet: There Goes My Baby."

## Rolverdeling
| Acteur              | Personage                        | Opmerkingen             |
| ------------------- | -------------------------------- | ----------------------- |
| Dermot Mulroney     | "Pirate"                         |                         |
| Ricky Schroder      | "Stick"                          |                         |
| Kelli Williams      | "Sunshine"                       |                         |
| Noah Wyle           | Finnegan                         |                         |
| Jill Schoelen       | Babette                          |                         |
| Kristin Minter      | Tracy                            |                         |
| Lucy Deakins        | Mary Beth                        |                         |
| Kenny Ransom        | Calvin                           |                         |
| Seymour Cassel      | Pop                              |                         |
| Fred Coffin         | Mr. Maran                        |                         |
| Janet MacLachlan    | Lottie                           |                         |
| Andrew Robinson     | Frank                            |                         |
| Miguel A. Núñez Jr. | Rodney                           |                         |
| Paul Gleason        | Mr. Burton                       | als Paul Xavier Gleason |
| Shon Greenblatt     | Morrisey                         |                         |
| Shannon Wilcox      | Mattie                           |                         |
| Mark Ruffalo        | J.D.                             |                         |
| Anne Archer         | volwassen Mary Beth / vertelstem |                         |

## Release en ontvangst
There Goes My Baby zou oorspronkelijk in 1991 uitkomen, maar ging pas in première in 1994 ten gevolge van het faillisement van Orion in 1991. Daardoor werd de film onbedoeld sociaal relevant, aangezien de film over de Watts-rellen van 1965 gaat en pas na de rellen in Los Angeles in 1992 werd uitgebracht. De film bracht in de Verenigde Staten slechts 123.509 dollar op aan de kassa. 
De film kreeg gemengde kritieken. Variety noemde de film meeslepend en aanstekelijk. TV Guide vond het de meest overroepen coming of age film die zich afspeelt in de jaren zestig sinds Arthur Penns catastrofale Four Friends. Op Rotten Tomatoes behaalde de film een publieksscore van 67%.